# Beck Károly
Beck Károly (Baja, 1818. május 1. – Bécs, 1879. április 10.) költő, Beck Vilmos festő bátyja. Jól tudott magyarul, de annyira mégsem tanulta meg hazája nyelvét, hogy magyar költő válhatott volna belőle.

## Élete
Beck Károly zsidó kereskedőcsaládban született, de még ifjú korában áttért az evangélikus vallásra. Apja szándékai ellenére nem foglalkozott az üzlettel, hanem a bajai gimnázium elvégzése után Bécsbe ment, ahol orvosnak tanult. Rövid idő után abbahagyta az egyetemet, és Lipcsébe költözött, majd beiratkozott a bölcseleti karra. Itt aktívan foglalkozott a szépirodalommal, a humán tudományokkal.
1841-ben visszatért időközben Pestre költözött szüleihez. 1843-ban ismét Bécsbe ment, ahol megismerkedett és összebarátkozott Nikolaus Lenauval. 1844-ben Berlinbe hajtotta ismeretszerzési vágya. 1861-ben és 1862-ben már tartott felolvasásokat költeményeiből Drezdában, Weimarban és Berlinben. 1846 tavaszán visszatért Magyarországra, és találkozott Petőfi Sándorral, akinek verseit már ismerte. A találkozás állítólag Kertbeny Károly segítségével jött létre.
Beck a Pesti Divatlap 1846. évi 15. száma szerint Petőfi költeményeiből németre akart fordítani egy kötetnyit. Abban bízott, hogy a tervezett könyvből legalább 5000 példány elkel majd külföldön. Petőfivel való találkozását később Beck Károly maga is részletesen és kiszínezve leírta a Berliner National-Zeitungban 1864-ben. Írását ekkor átvették a pesti német és magyar lapok.
Beck Károly tulajdonában volt Petőfi Sándor németül írt önéletrajza. Azt mondta, a költő emléklapként adta át neki, amikor egy alkalommal kikísérte a gőzhajóhoz. Ez az önéletrajz Beck halála után Fischer Sándor birtokába került, aki annak faximiléjét Petőfiről írt munkájához mellékelte.
Beck Károly az 1848-as polgári forradalom kitörése után Bécsben telepedett le. 1855-ben szerkesztette a Frische Quellen című szépirodalmi évkönyvet Pesten. Egy évfolyam jelent meg tíz füzetben. 1857-ben Bécsben Gesellschafter in Wien címmel szépirodalmi lapot adott ki, de a kiadvány fél év múlva megszűnt. Ritkán, de magyarul is írt, például 1862-ben az Ország Tükrében Együttlétem ünnepelt honfitársakkal 1843–44. című naplójegyzetekben Lenau-val való baráti viszonyát irta le. A Koszorú 1879-es első számába pedig Visszaemlékezések Petőfi Sándorra címen cikket írt.
Utolsó éveiben nagy ínségben élt, a német Schiller-egylet, a bécsi Concordia és az állam kegydíjaiból tengődött. 1878–1879 telén gyűjtést is kellett számára rendezni.
Ifjú éveiben heves forradalmár volt, a német politikai líra egyik patetikus művelője, tehetséges költő. Költészetének magyar elemei szembetűnők: a magyar népéletet Lenau-val versengve állította olvasói elé. (Jankó, der ungarische Rosshirt, 1841.) A zsidó bánatot és a szocialista eszméket szintén megszólaltatta munkáiban. (Lieder vom armen Mann, 1846.) Miután elhagyta ősei vallását, radikális politikai felfogása is enyhült.

## Munkái
- Nächte. Gepanzerte Lieder. Leipzig, 1838
- Der fahrende Poet. Dichtungen. Uo. 1838
- Stille Lieder. 1. Bdchen. Uo. 1840 Online
- Saul. Ein Trauerspiel in 5 Aufz. Uo. 1841 (Ism. Blätter für liter. Unterhaltung 358. sz.)
- Jankó der ungarische Roßhirt. Leipzig, 1841 (Ism. Sonntagsblätter. Bécs, 1844. 2. jav. kiadás. Berlin 1853. 3. kiadás.) Online
- Gedichte. Berlin, 1846 (4. kiadás; tiz kiadást ért.)
- Lieder vom armen Mann. Leipzig, 1846 (3. kiadás Uo. 1848.)
- Gepanzerte Lieder. Berlin, 1848 (Szabadság dalok.)
- Monatsrosen 1. u. 2. Strauß. Januar u. Febr. Uo. 1848 Erster Strauß Zweiter Strauß
- An Franz Joseph. Gedicht. Wien, 1849 (2. kiadás. Uo. 1849.)
- Aus der Heimath. Gesänge. Dresden, 1852 (2. kiadás.)
- Mater Dolorosa. Erzählung. Berlin, 1853 (2. kiadás. Uo. 1854. Magyarul Beck Hugó által. Pest, 1864.)
- Epistel an den Czaren. Berlin, 1854
- Jadviga. Gecicht in 11 Gesängen. Stuttgart, 1864 (Bálint Gyula ford. magyarra. Pest, 1864.)
- Still und bewegt. Berlin, 1870
- Petőfi Sándor Beck Károly tollából. Fordította Witt Fülöp. Berlin, 1879